# Glamočani (Srbac, BiH)
Glamočani su naseljeno mjesto u sastavu općine Srbac, Republika Srpska, BiH.

## Stanovništvo
| Glamočani          |              |              |              |
| godina popisa      | 1991.        | 1981.        | 1971.        |
| Srbi               | 589 (95,77%) | 586 (96,38%) | 581 (98,64%) |
| Hrvati             | 4 (0,65%)    | 2 (0,32%)    | 5 (0,84%)    |
| Muslimani          | 2 (0,32%)    | 0            | 2 (0,33%)    |
| Jugoslaveni        | 15 (2,43%)   | 11 (1,80%)   | 0            |
| ostali i nepoznato | 5 (0,81%)    | 9 (1,48%)    | 1 (0,16%)    |
| ukupno             | 615          | 608          | 589          |

## Poznate osobe
- Uglješa Kojadinović, hrv. i bh. kazališni i filmski glumac